# Ormoy (Haute-Saône)
Pour les articles homonymes, voir Ormoy.
Ormoy est une commune française située dans le département de la Haute-Saône, la région culturelle et historique de Franche-Comté et la région administrative Bourgogne-Franche-Comté.

## Géographie

### Hydrographie
La commune est traversée par la Saône et un bief canalisé. Le point de départ du canal de l'est se situe à Corre au confluent de la Saône et du Coney juste en amont de la commune. C'est à partir de ce confluent que la Saône devient navigable et la première écluse sur la Saône navigable est celle d'Ormoy.

### Climat
Pour des articles plus généraux, voir Climat de la Bourgogne-Franche-Comté et Climat de la Haute-Saône.
En 2010, le climat de la commune est de type climat des marges montargnardes, selon une étude du Centre national de la recherche scientifique s'appuyant sur une série de données couvrant la période 1971-2000. En 2020, Météo-France publie une typologie des climats de la France métropolitaine dans laquelle la commune est dans une zone de transition entre le climat océanique altéré et le climat océanique altéré et est dans la région climatique  Lorraine, plateau de Langres, Morvan, caractérisée par un hiver rude (1,5 °C), des vents modérés et des brouillards fréquents en automne et hiver. 
Pour la période 1971-2000, la température annuelle moyenne est de 10 °C, avec une amplitude thermique annuelle de 17,1 °C. Le cumul annuel moyen de précipitations est de 915 mm, avec 12,9 jours de précipitations en janvier et 9,5 jours en juillet. Pour la période 1991-2020, la température moyenne annuelle observée sur la station météorologique de Météo-France la plus proche, « Venisey », sur la commune de Venisey à 7 km à vol d'oiseau, est de 11,0 °C et le cumul annuel moyen de précipitations est de 850,7 mm. 
La température maximale relevée sur cette station est de 39,7 °C, atteinte le 25 juillet 2019 ; la température minimale est de −17,4 °C, atteinte le 30 décembre 2005,,. 
Les paramètres climatiques de la commune ont été estimés pour le milieu du siècle (2041-2070) selon différents scénarios d'émission de gaz à effet de serre à partir des nouvelles projections climatiques de référence DRIAS-2020. Ils sont consultables sur un site dédié publié par Météo-France en novembre 2022.

## Urbanisme

### Typologie
Au 1er janvier 2024, Ormoy est catégorisée commune rurale à habitat dispersé, selon la nouvelle grille communale de densité à sept niveaux définie par l'Insee en 2022.
Elle est située hors unité urbaine et hors attraction des villes,.

### Occupation des sols
L'occupation des sols de la commune, telle qu'elle ressort de la base de données européenne d’occupation biophysique des sols Corine Land Cover (CLC), est marquée par l'importance des forêts et milieux semi-naturels (56,3 % en 2018), une proportion identique à celle de 1990 (56,3 %). La répartition détaillée en 2018 est la suivante : 
forêts (56,3 %), prairies (20,9 %), terres arables (16 %), zones agricoles hétérogènes (5,4 %), zones urbanisées (1,4 %). L'évolution de l’occupation des sols de la commune et de ses infrastructures peut être observée sur les différentes représentations cartographiques du territoire : la carte de Cassini (XVIIIe siècle), la carte d'état-major (1820-1866) et les cartes ou photos aériennes de l'IGN pour la période actuelle (1950 à aujourd'hui).

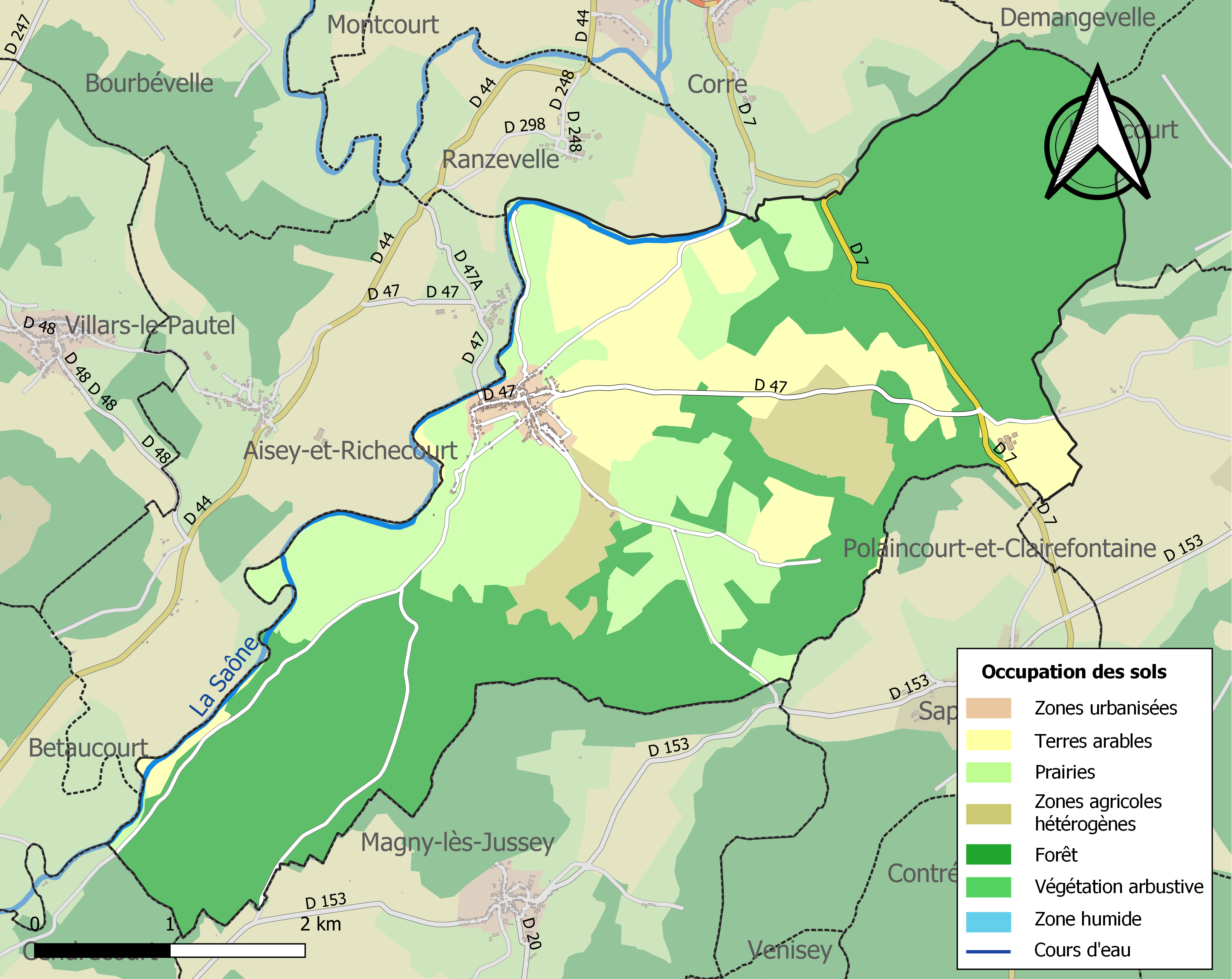
Carte des infrastructures et de l'occupation des sols de la commune en 2018 (CLC).

## Histoire
Ormoy est aussi le village natal d'Antoine Lumière le 13 mars 1840, père des frères Louis et Auguste Lumière, inventeur du cinématographe. Antoine Lumière arrive à Paris vers l'âge de 17 ans. Il se marie quelques années plus tard, puis part à Lyon, avant de revenir en Franche-Comté, à Besançon, sa région natale, où il aura deux enfants. Une plaque commémorative est apposée sur la façade principale de la mairie et la rue principale, porte son nom. De la maison Lumière, il ne reste malheureusement rien, sinon le souvenir et la fierté pour un petit village des bords de Saône, d'avoir vu naître un homme dont le nom est devenu célèbre.
Ormoy a vu également séjourner à la fin du dix-neuvième siècle (1885-1890) le célèbre peintre Pascal Dagnan-Bouveret connu notamment pour ses représentations de scènes et paysages bretons réalisés en grande partie au village.
Ormoy comporte également une grande forêt dont la plus importante partie (Le Bois Lajux) est encore délimitée par des bornes à 3 fleurs de lys témoignant de l'ancienne possession du roi de France Louis XIV.

## Politique et administration

### Rattachements administratifs et électoraux
La commune fait partie de l'arrondissement de Vesoul du département de la Haute-Saône, en région Bourgogne-Franche-Comté. Pour l'élection des députés, elle dépend de la première circonscription de la Haute-Saône.
Ormoy fait partie depuis la Révolution française  du canton de Jussey. Dans le cadre du redécoupage cantonal de 2014 en France, celui-ci s'est étendu, passant de 22 à 65 communes.

### Intercommunalité
La commune était le membre de la communauté de communes du Pays jusséen, créée le 31 décembre 1999 et qui regroupait 21 communes et environ 4 300 habitants.
L'article 35 de la loi no 2010-1563 du 16 décembre 2010 « de réforme des collectivités territoriales » prévoyait d'achever et de rationaliser le dispositif intercommunal en France, et notamment d'intégrer la quasi-totalité des communes françaises dans des EPCI à fiscalité propre, dont la population soit normalement supérieure à 5 000 habitants.
Dans ce cadre, le schéma départemental de coopération intercommunale a prévu la fusion cette intercommunalité avec d'autres, et l'intégration à la nouvelle structure de communes restées jusqu'alors isolées. Cette fusion, effective le 1er janvier 2013, a permis la création de la communauté de communes des Hauts du val de Saône, dont la commune est désormais membre.

### Liste des maires

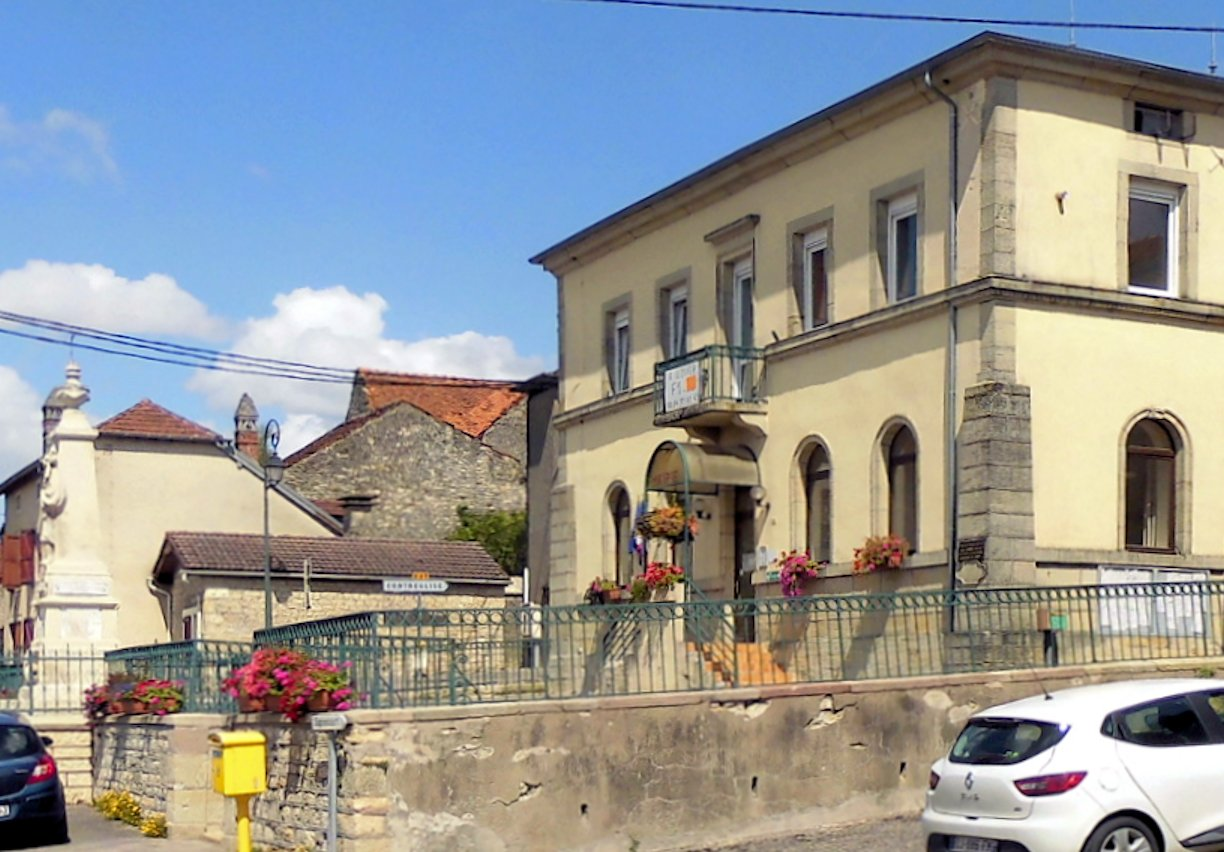
La mairie

| Période                                  | Période                   | Identité             | Étiquette | Qualité                        |
| ---------------------------------------- | ------------------------- | -------------------- | --------- | ------------------------------ |
| Les données manquantes sont à compléter. |                           |                      |           |                                |
| mars 2001                                | mars 2008                 | Jean-Louis Sylvestre |           |                                |
| mars 2008                                | En cours (au 12 mai 2016) | Patrick Gallauziaux  |           | Réélu pour le mandat 2014-2020 |

## Démographie
En 2022, la commune d’Ormoy comptait 205 habitants. À partir du XXIe siècle, les recensements réels des communes de moins de 10 000 habitants ont lieu tous les cinq ans. Les autres « recensements » sont des estimations.
| 1793 | 1800 | 1806 | 1821  | 1831  | 1836  | 1841  | 1846  | 1851  |
| ---- | ---- | ---- | ----- | ----- | ----- | ----- | ----- | ----- |
| 872  | 948  | 992  | 1 025 | 1 177 | 1 148 | 1 133 | 1 221 | 1 210 |

| 1856 | 1861 | 1866  | 1872 | 1876 | 1881  | 1886 | 1891 | 1896 |
| ---- | ---- | ----- | ---- | ---- | ----- | ---- | ---- | ---- |
| 920  | 944  | 1 007 | 967  | 965  | 1 000 | 858  | 812  | 784  |

| 1901 | 1906 | 1911 | 1921 | 1926 | 1931 | 1936 | 1946 | 1954 |
| ---- | ---- | ---- | ---- | ---- | ---- | ---- | ---- | ---- |
| 718  | 713  | 701  | 580  | 552  | 452  | 400  | 338  | 349  |

| 1962 | 1968 | 1975 | 1982 | 1990 | 1999 | 2004 | 2006 | 2009 |
| ---- | ---- | ---- | ---- | ---- | ---- | ---- | ---- | ---- |
| 312  | 265  | 226  | 218  | 188  | 228  | 230  | 234  | 225  |

| 2014 | 2019 | 2022 | - | - | - | - | - | - |
| ---- | ---- | ---- | - | - | - | - | - | - |
| 224  | 208  | 205  | - | - | - | - | - | - |

## Lieux et monuments

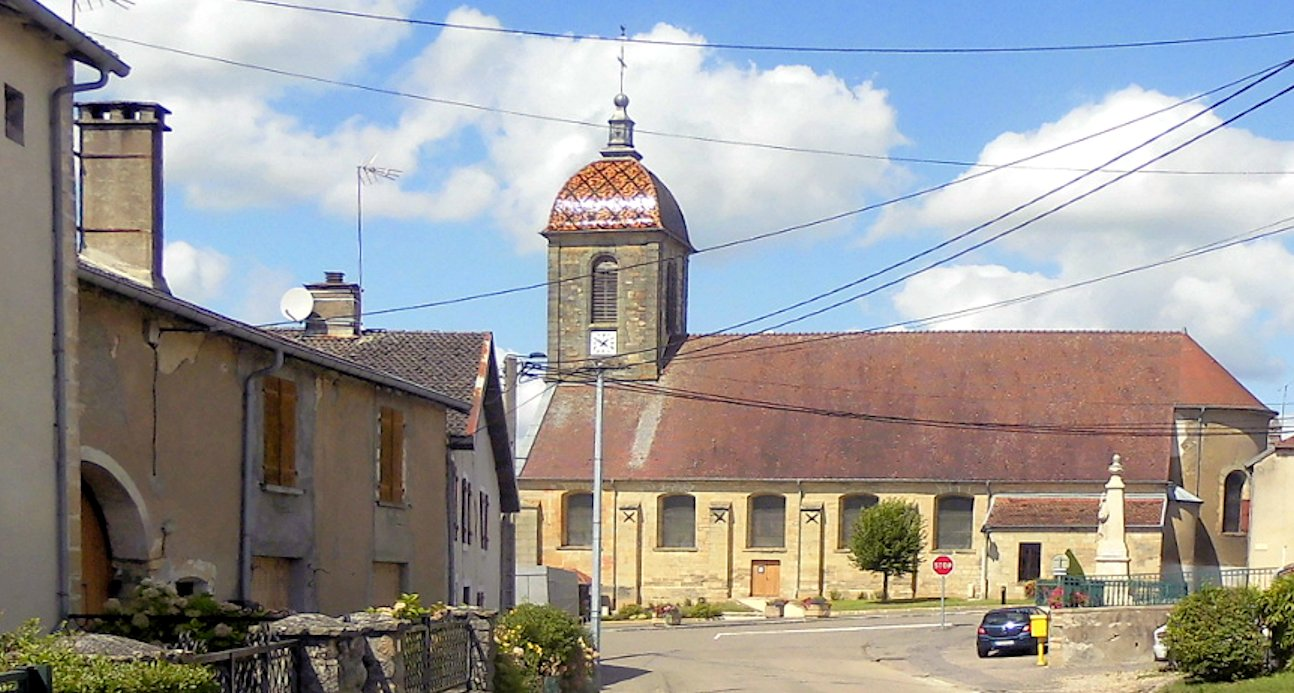
L'église de la Nativité-de-Notre-Dame

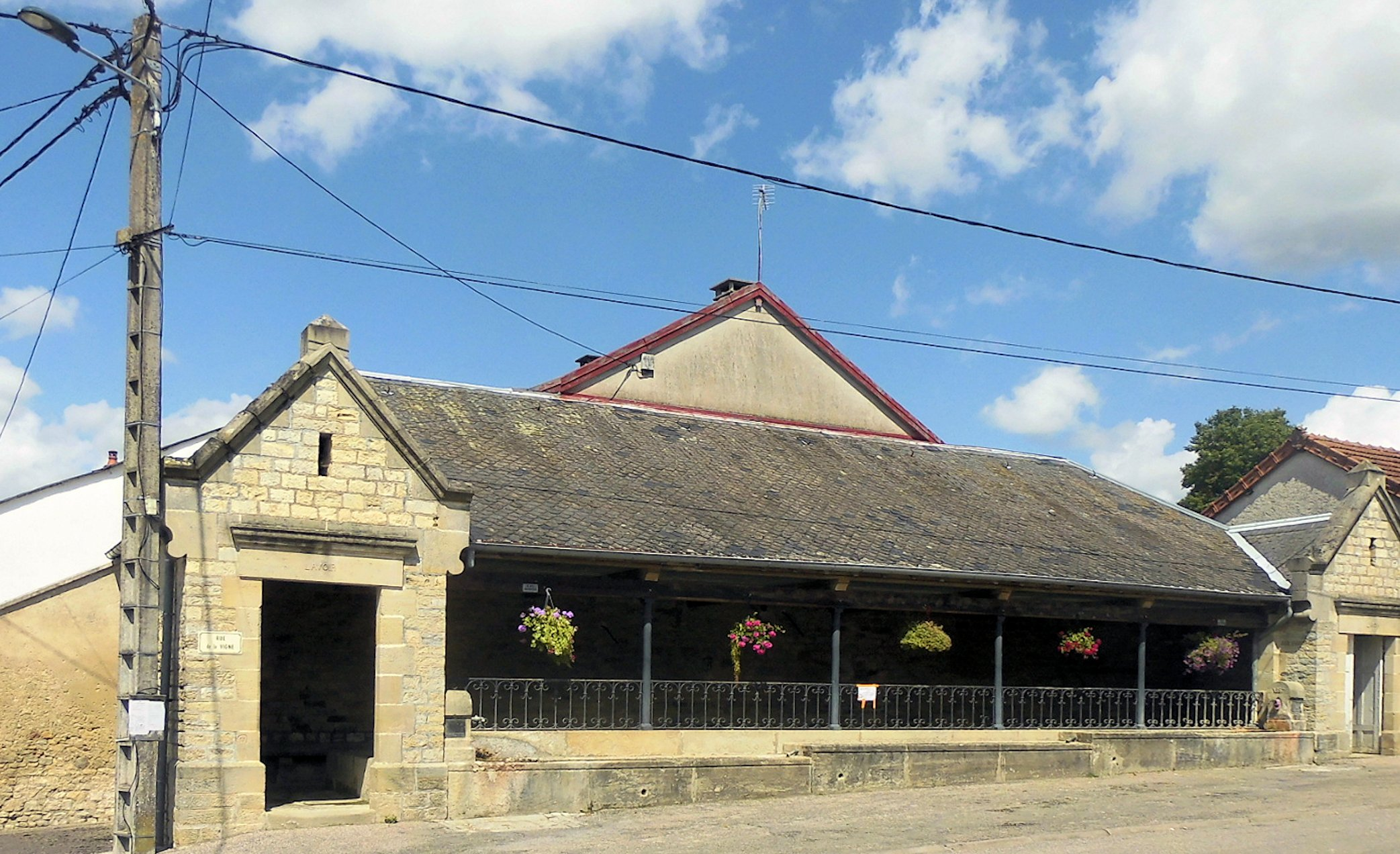
Le lavoir

Belle statue de Marianne (en pied) datant des années 1890.
Située sur son socle au milieu de la fontaine ronde, place de l'Église.

## Personnalités liées à la commune
- Pierre François Laborey, homme politique né le 6 octobre 1745 à Ormoy (Haute-Saône) et décédé le 12 mars 1820 à Ormoy.
- Antoine Lumière, artiste et grand industriel, père de Frères Lumière, les inventeurs du cinématographe.
- Jacques Ferrand, militaire et homme politique né à Ormoy. La majorité des historiens avancent que c'est lui qui est mentionné sous le patronyme Ferrand parmi les 660 noms gravés sous l''Arc de Triomphe de l'Étoile.